# トレヴァー・ロイル
トレヴァー・ロイル（Trevor Royle、1945年 - ）は、おもに戦争や帝国主義を専門とし、関係する著作を多く発表しているイギリスの歴史家、ブロードキャスター、著作家。放送作家として英国放送協会 (BBC) にも関わっている。
スコットランドの国立アカデミーであるエディンバラ王立協会のフェローであり、エディンバラ大学歴史・古典・考古学科の名誉フェロー (Honorary Fellow of the School of History, Classics and Archaeology in Edinburgh University) でもある。第一次世界大戦の顕彰に関するスコットランド政府の諮問委員会 (Scottish Government’s Advisory Panel for Commemorating the First World War) の委員も務めた。
ロイルは1945年に当時のイギリス領インド帝国で生まれ、その後スコットランドへ移り住み、セント・アンドルーズのマドラス・カレッジに学んだ。

## おもな著書
- The Last Days of the Raj, 1989
- Orde Wingate: Irregular Soldier, 1995
- Crimea: The Great Crimean War, 1854 - 1856, 1999
- Civil War: The Wars of the Three Kingdoms 1638 - 1660, 2004
- Patton: Old Blood and Guts, 2005
- The Flowers of the Forest: Scotland and the First World War, 2007
- Lancaster Against York: The Wars of the Roses and the Foundation of Modern Britain, 2008
- The Wars of the Roses: England's First Civil War, 2009
  - 日本語訳：（陶山昇平 訳）薔薇戦争新史、彩流社、2014年[1]
- A Time of Tyrants: Scotland and the Second World War, 2011
- Culloden: Scotland's Last Battle and the Forging of the British Empire,  2016